# Manuel Martínez Coronado
Manuel Martínez Coronado (f. 10 de febrero de 1998) fue un asesino en masa que fue condenado a muerte  en 1997 por el asesinato de siete personas. Coronado fue ejecutado en la Granja Penal de Pavón el 10 de febrero de 1998. La ejecución fue transmitida por televisión y fue la primera ejecución por inyección letal en Guatemala.

## Antecedentes
Manuel Martínez Coronado fue miembro del grupo étnico Chortís y trabajaba como campesino.

## Asesinatos
Coronado junto con su padrastro Daniel Arias de 60 años asesinó a disparos a siete miembros de una misma familia con la que había mantenido una disputa en relación con un terreno el 17 de mayo de 1995, en la aldea El Palmar, en el municipio de Quezaltepeque, departamento de Chiquimula. Las víctimas eran un matrimonio, sus cuatro hijos y la hermana del marido. Un niño de 11 años fue el único sobreviviente de la familia asesinada, fue el que en su declaración identificó a Martínez como responsable de las muertes.
Las víctimas fueron identificadas como Juan Bautista Arias, de 58 años, su hermana Emilia Arias de 68 años, su esposa Rosalbina Miguel, y los hijos del matrimonio, Francias de 12 años, Jovita de 8, Arnoldo de 5, y Aníbal de 2 años de edad.

## Detención y ejecución
Coronado fue detenido y acusado de múltiples homicidios y por ello fue condenado a muerte en junio de 1997. Su padrastro Daniel Arias recibió 30 años de prisión, ya que la ley guatemalteca excluía de la pena capital a niños, mujeres y hombres mayores de 60 años.
Solo un día antes del día de su ejecución Coronado pidió y cumplió su último deseo, casarse con Manuela Girón, su novia y madre de sus tres hijos. A pesar de las súplicas de Amnistía Internacional para revocar el veredicto, Coronado fue ejecutado con una inyección letal el 10 de febrero de 1998 en la Granja Penal de Pavón. La ejecución fue transmitida en vivo por televisión en Guatemala. Después de que se le administró la inyección, Coronado tardó 18 minutos en morir, mientras de fondo se oía a su esposa e hijos llorar. Coronado fue el primer guatemalteco ejecutado por inyección letal, la cual había sido recientemente legalizada por el gobierno.